# Tage Pousette
Sven Tage Pousette, född 16 augusti 1921 i Storkyrkoförsamlingen i Stockholm, död 29 april 2012 i Solna församling i Stockholms län, var en svensk diplomat.
Tage Pousette föddes under vistelse i Yokohama, Japan, som son till envoyé Harald Pousette och Cecilia, ogift Cedercrantz. Han avlade reservofficersexamen 1942 och blev juris kandidat vid Stockholms högskola 1948. Han blev attaché vid Utrikesdepartementet (UD) 1948, tjänstgjorde i Berlin och i Bonn 1949–1952, i Bern 1952–1954, vid UD 1954–1957, i Paris 1957–1960 och var tillbaka på UD 1960–1964. Pousette var därefter ambassadråd i Teheran 1964–1969, i Lissabon 1969–1975 och i Haag 1975–1977. Han var sedan generalkonsul i Minneapolis 1978–1982.
Han gifte sig 1953 med Gunilla Kugelberg (1931–2017), dotter till direktören Bertil Kugelberg och Märta, ogift Forsling. De fick barnen Thérese (född 1957), Caroline (född 1959), Pauline (född 1962) och Martin (född 1967). Tage Pousette är begravd på Lidingö kyrkogård.